# Lill-Silisen
Lill-Silisen är en sjö i Vilhelmina kommun i Lappland och ingår i Ångermanälvens huvudavrinningsområde. Sjön har en area på 0,205 kvadratkilometer och ligger 706,2 meter över havet.

## Delavrinningsområde
Lill-Silisen ingår i det delavrinningsområde (725178-147462) som SMHI kallar för Utloppet av Lill-Silisen. Medelhöjden är 755 meter över havet och ytan är 2,52 kvadratkilometer. Det finns inga avrinningsområden uppströms utan avrinningsområdet är högsta punkten. Vattendraget som avvattnar avrinningsområdet har biflödesordning 4, vilket innebär att vattnet flödar genom totalt 4 vattendrag innan det når havet efter 460 kilometer. Avrinningsområdet består mestadels av skog (76 procent) och kalfjäll (11 procent). Avrinningsområdet har 0,21 kvadratkilometer vattenytor vilket ger det en sjöprocent på 8,2 procent.